# Stolzia elaidium
Stolzia elaidium är en orkidéart som först beskrevs av John Lindley, och fick sitt nu gällande namn av Victor Samuel Summerhayes. Stolzia elaidium ingår i släktet Stolzia och familjen orkidéer. Inga underarter finns listade i Catalogue of Life.